# La comédie humaine
- Nota: Para outros significados para a mesma expressão, consulte Comédia Humana.

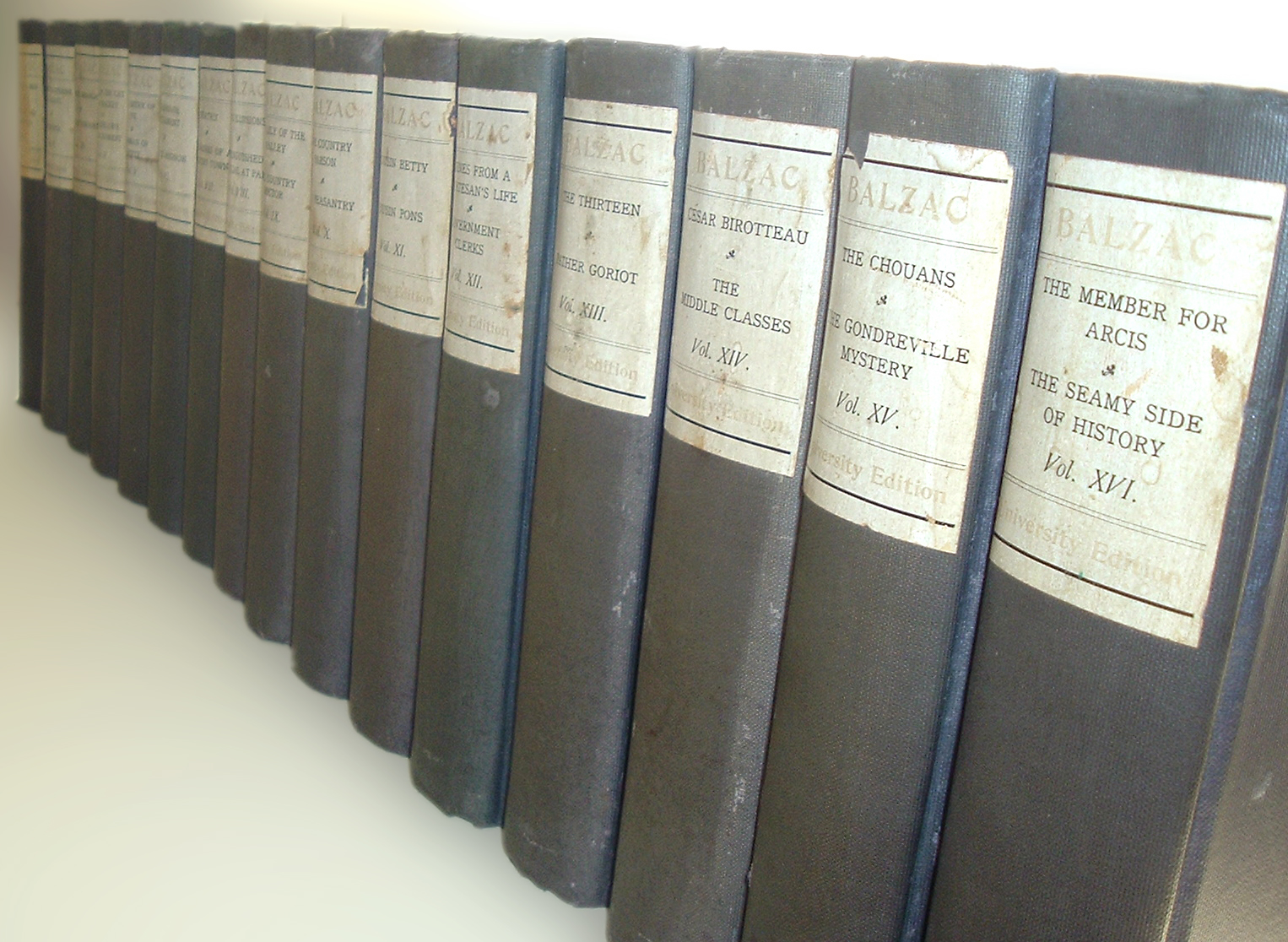
Volumes d'A Comédia Humana, na edição inglesa de 1901

La comédie humaine (em português A comédia humana) é o título pelo qual o autor francês Honoré de Balzac decidiu chamar todo o conjunto de sua obra, com exceção de alguns romances iniciais, cinco peças teatrais e a coletânea de contos picarescos (Les Cent Contes drolatiques). Compõe-se de 91 obras publicadas (três delas postumamente) e 25 apenas esboçadas, em sua maior parte romances, novelas e contos, que retratam principalmente a ascensão da burguesia, ocorrida à época da Restauração francesa.
La comédie humaine é constantemente republicada na íntegra ou experimenta a publicação solitária de alguns de seus romances. No Brasil, foi publicada integralmente em dezessete volumes, entre 1945 e 1953, pela Editora Globo, de Porto Alegre e reeditada entre 1989 e 1993, pela nova Editora Globo em ambas as ocasiões com orientação, introduções e notas de Paulo Rónai.

## Visão geral

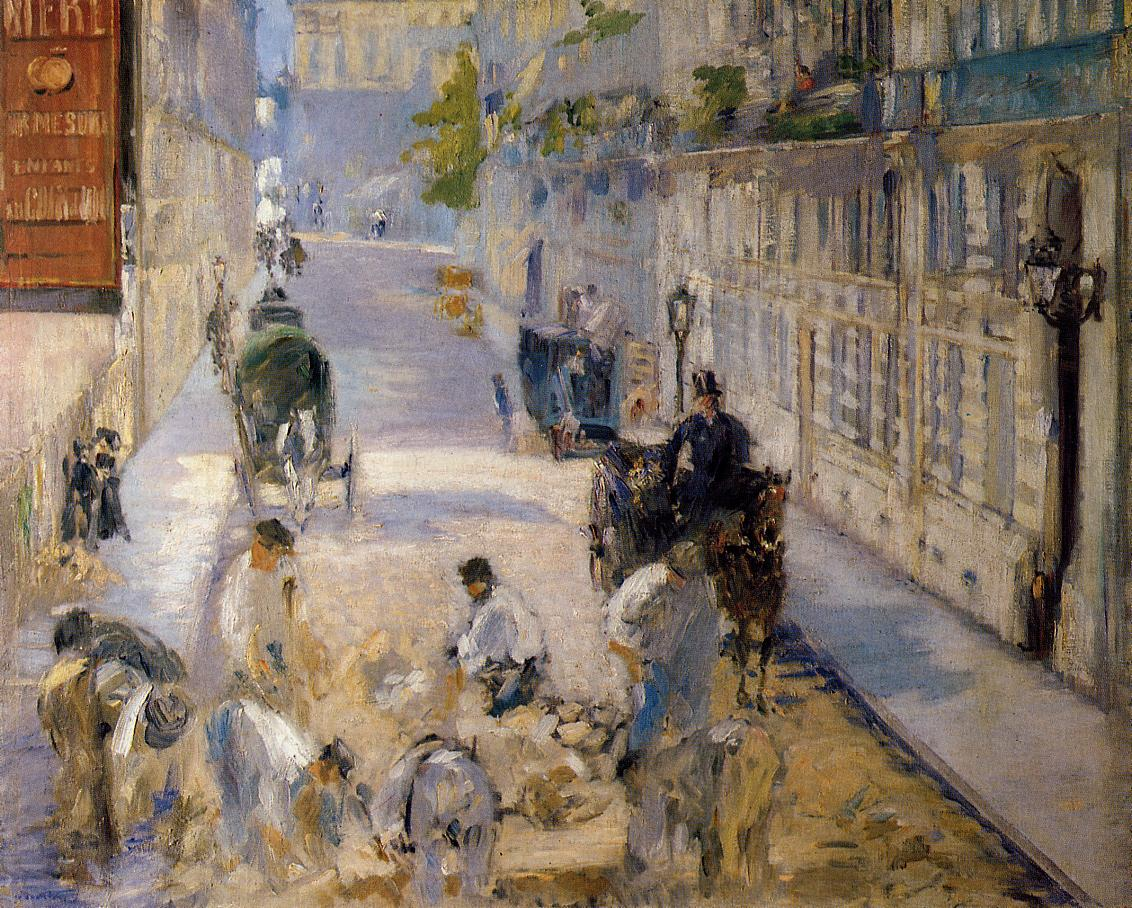
Rua Mosnier, na Paris do século XIX, em obra de Manet

### Uma tarefa colossal
Tudo n'A Comédia Humana é imenso: dezessete volumes (nas edições brasileiras), noventa e cinco obras (mas planejada para ter cento e trinta e sete), mais de dez mil e seiscentas páginas (na edição da nova Editora Globo), mais de dois mil e quinhentos personagens. No entanto, Balzac não se referia a si mesmo como escritor e, sim, como historiador de costumes. Conforme Terezinha de Camargo Viana, "Balzac, ao se propor como "historiador de costumes", tem como perspectiva assinalar o processo de profundas mudanças pelas quais passa a sociedade francesa na primeira metade do século XIX, evidenciando a transição do Antigo Regime à consolidação da moderna sociedade burguesa". Para atingir este objetivo, o autor introduziu na literatura assuntos, profissões e classes que nela nunca tiveram lugar antes: o sistema de transporte
interurbano na França, o processo da tipografia, o jornalismo nascente, a rotina dos cartórios e dos escritórios de advocacia, os comerciantes e suas listas de clientes e fornecedores, o sistema de descontos de letras, a confecção de perfumes, atas de concordatas, montagem de processos de falências etc, a nada Balzac se furtou, sem jamais cair no ridículo ou na monotonia. Tratou também da luta de classes (seu romance póstumo Os Camponeses contém, pela primeira vez na literatura, a palavra "comunismo"), do espiritismo, dos meandros da política, do misticismo e de temas espinhosos, como o lesbianismo. Aliás, segundo Otto Maria Carpeaux, o gênero literário romance divide-se em antes e depois de Balzac. Antes, como em Manon Lescaut, do Abade Prévost, A Princesa de Clèves, de Madame de La Fayette ou A Nova Heloísa, de Jean-Jacques Rousseau, um romance seria "a relação de uma história extraordinária, 'romanesca', fora do comum . Depois, o espelho do nosso mundo, dos nossos países, das nossas cidades e ruas, das nossas casas, dos dramas que se passam em nossos apartamentos e quartos".

### Do romance popular à provocação a Dante
O primeiro volume saiu em 1842, mas a essa altura quase todas as obras já haviam sido publicadas, tanto em jornais como em forma de livros. Balzac estreou nas letras na década de 1820, escrevendo subliteratura influenciada pelo romance gótico, com títulos como A Última Fada ou a Nova Lâmpada Maravilhosa, Anette e o Criminoso, João Luís ou a Enjeitada e Clotilde de Lusignan ou o Belo Judeu. Sabia que eram livros sem nenhum valor artístico, por isso assinava-os com pseudônimos como Lord R'hoone e Horace de Sainte-Aubin. Finalmente, em 1829 publicou o primeiro título que assinou com seu nome, o romance histórico A Bretanha em 1799. A partir daí, em um ritmo cada vez mais frenético, saíram até 1833, entre outros, A Pele de Onagro, Luís Lambert, Sobre Catarina de Médicis, Fisiologia do Casamento, O Coronel Chabert, Eugênia Grandet e uma grande quantidade de contos, como Uma Paixão no Deserto, O Romeiral, A Obra-Prima Ignorada, O Ilustre Gaudissart, A Estalagem Vermelha etc. Em 1834, resolve classificar todas as suas obras em três grupos: Estudos de Costumes, Estudos Filosóficos e Estudos Analíticos. Finalmente, em 1842 encontra o título definitivo de todo o conjunto: A Comédia Humana, um evidente contraponto à Divina Comédia de Dante.

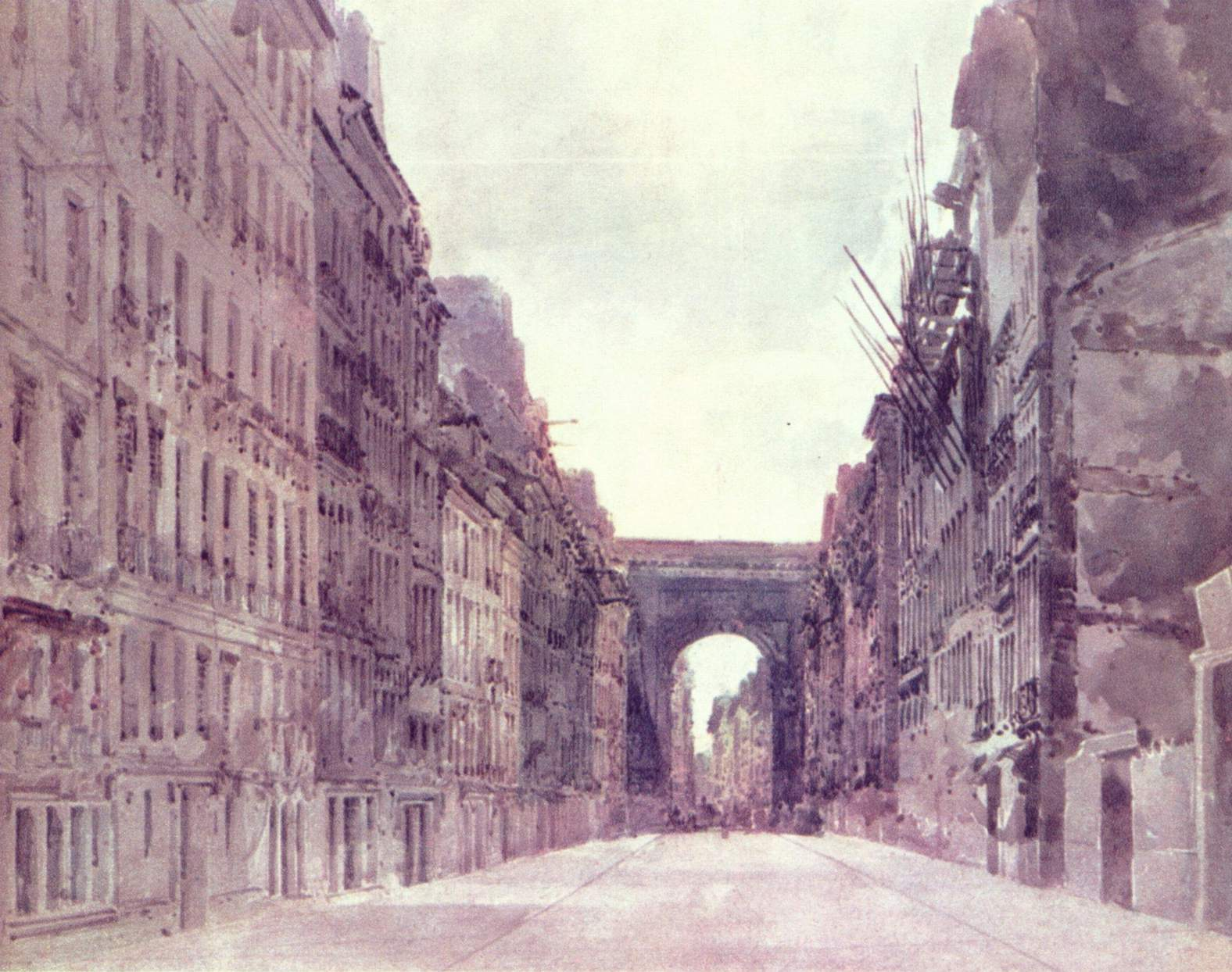
Rua Saint-Denis, em Paris, cenário de Ao "Chat-Qui-Pelote", novela que abre A Comédia Humana. Aquarela do artista inglês Thomas Girtin

### A volta sistemática das personagens
Ainda em 1834, Balzac teve a ideia, inédita na história da literatura, de fazer reaparecer suas personagens em diferentes obras, em diferentes estágios de suas vidas: aqui na juventudade, ali velhos e pobres, acolá ministros ou banqueiros; aqui coadjuvantes, ali figuras centrais; felizes em um conto, infelizes em um romance; por vezes ainda ingênuos e cheios de sonhos, uns rematados crápulas em outro momento etc. Essa invenção "originalíssima e de grande alcance, cujo mérito cabe exclusivamente a Balzac", nas palavras de Paulo Rónai, repercutiu não muito favoravelmente à época, mas teve uma enorme influência sobre inúmeros escritores, entre eles Camilo Castelo Branco, Marcel Proust, William Faulkner e José Lins do Rego. Decisão tomada, Balzac pôs-se a refazer muitas de suas obras, trocando nomes e biografias de personagens, ajustando situações, datas, etc até conseguir um todo coerente. Considerando-se que a galeria dos tipos criados pelo autor chega à casa dos milhares, é surpreendente que ele raras vezes tenha se enganado em algum pormenor físico, psicológico ou biográfico de suas criaturas. Naturalmente, nem todas as personagens participam de mais de uma obra: Oscar Husson, por exemplo, protagoniza e só aparece em Uma Estreia na Vida; César Birotteau está todo em História da Grandeza e da Decadência de César Birotteau; e assim, com inúmeros outros. Entretanto, aproximadamente seiscentos, como Eugênio de Rastignac, a Marquesa d'Espard, o doutor Bianchon, a Condessa de Restaud, arrivistas como Máximo de Trailles e Henrique de Marsay, a corista Florina, o caricaturista Bixiou, o dândi português Marquês Miguel d'Ajuda-Pinto e um longo etc transitam por diversos livros, às vezes como personagens principais, às vezes (ou sempre) secundárias, às vezes apenas entrevistos ou entreouvidos. Só Esplendores e Misérias das Cortesãs, por exemplo, conta com mais de cento e cinquenta reaparições! O fato dessa técnica transformar cada romance, novela ou conto em capítulos de um conjunto maior e único, não significa que eles não possam ser lidos separadamente, com raríssimas exceções.

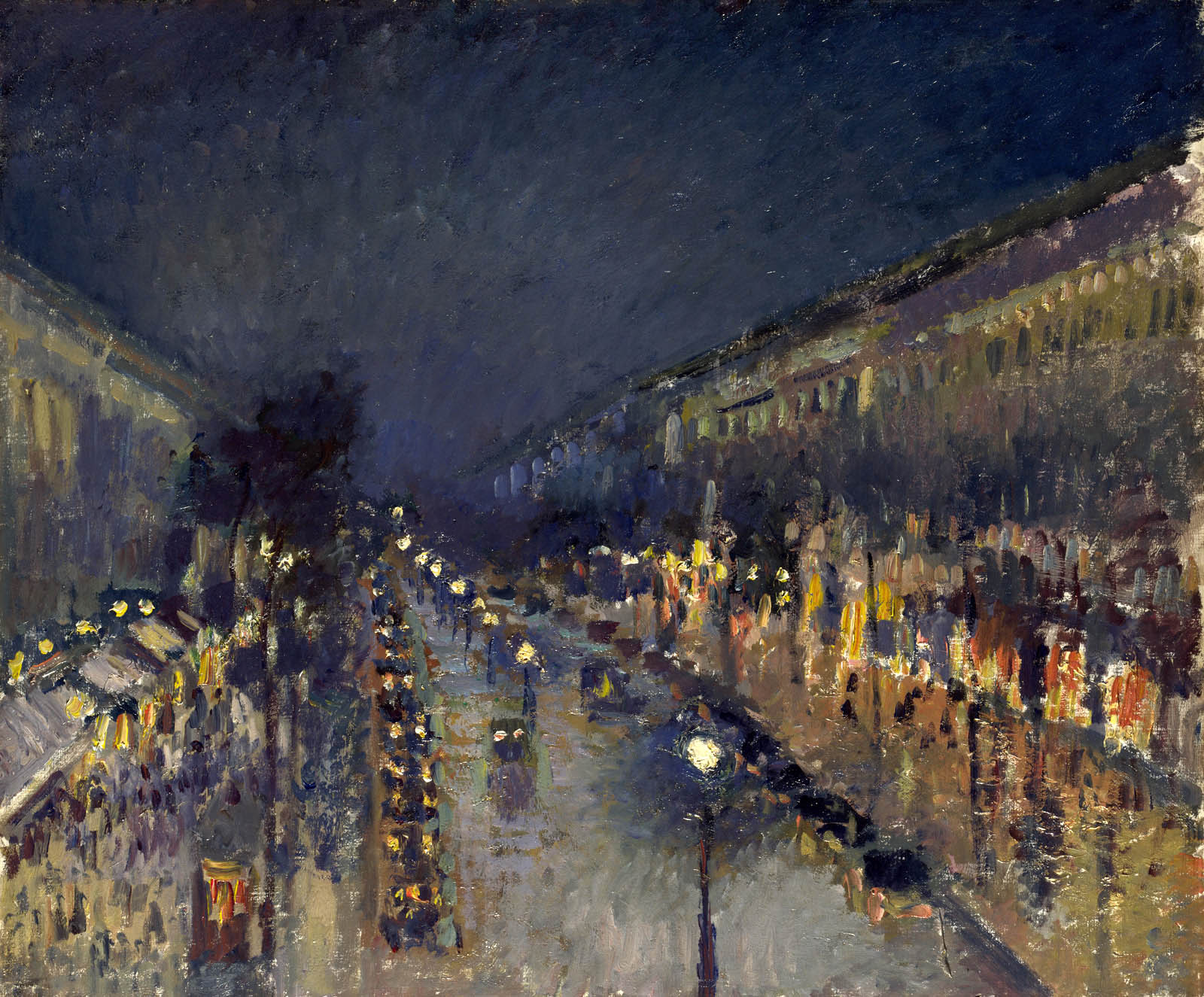
Bulevar Montmartre, por onde circularam muitos personagens de Balzac, em óleo de Pissarro

### Pensamento conservador, analista imparcial
Cheio de ideias, com mil planos na cabeça e atormentado por eternas dívidas, Balzac impôs-se uma rotina insana que fazia com que trabalhasse de quatorze a dezoito horas por dia. Apenas em 1834 foram publicados A Procura do Absoluto, O Pai Goriot, A Duquesa de Langeais e Um Drama à Beira-Mar; em 1835, Seráfita, A Menina dos Olhos de Ouro, Melmoth Apaziguado, O Lírio do Vale e O Contrato de Casamento. E assim, todo o conjunto que forma A Comédia Humana foi escrito em menos de vinte anos. E de que tratam todos esses livros? A rigor, Balzac fala de uma única paixão. Porém, ao contrário dos escritores até então, essa paixão não é mais o Amor, e sim o Dinheiro: os personagens se humilham, casam, traem e cometem crimes para escalar posições sociais, para manter as aparências, para adquirir poder. Amor, honra, lealdade, honestidade, tudo se subordina às novas tentações trazidas pela vida moderna pós-Revolução Francesa. Assim, é imperioso acalmar credores, resgatar letras vencidas junto a usurários, amortizar dívidas contraídas nos elegantes magazines erguidos em luxuosas galerias (os centros comerciais da época), exibir chapéus, luvas e bengalas incrustadas de diamantes em passeios pelos bulevares ou ainda ser aceito nos exclusivos salões da fervilhante Paris, a capital do mundo. Carpeaux fez a síntese: "A Comédie Humaine é a "Tragédia do Dinheiro"". Balzac, não à toa considerado o criador do romance moderno, intuiu que aparência é tudo e que, dentro em pouco, todos estariam sujeitos à influência avassaladora da imprensa e da publicidade. Por outro lado, apesar de ferrenho monarquista e feroz católico, e apesar de em vários momentos colocar na boca de algum personagem suas ideias conservadoras, até mesmo reacionárias, Balzac disseca com invejável imparcialidade a ascensão da odiada burguesia, e a derrocada final da sempre bajulada nobreza, que se afogou em decadência moral e se deixou corromper por aquela nova classe social. Por isso, Vitor Hugo, em discurso proferido sobre sua tumba, afirmou que, querendo ou não, Balzac pertencia "à forte raça dos escritores revolucionários". Friederich Engels e Karl Marx, fãs confessos, não poderiam concordar mais.

### Os grupos e subgrupos
Mesmo depois do início da publicação dos volumes da A comédia humana, Balzac continuava a revisar incessantemente suas obras. Além da divisão nos já citados Estudos de Costumes, Filosóficos e Analíticos, criou subdivisões, como Cenas da vida privada, Cenas da vida provinciana, Cenas da vida parisiense etc, num total de seis, todas subordinadas aos Estudos de Costumes. Indeciso, diversos livros foram colocados arbitrariamente pelo autor ora em uma categoria, ora em outra, mesmo porque essas divisões sempre foram muito artificiais. Ilusões Perdidas, por exemplo, apesar de fazer parte das Cenas da Vida Provinciana, caberia tranquilamente nas Cenas da vida parisiense; as obras arroladas em Cenas da vida rural poderiam perfeitamente ser colocadas entre as Cenas da Vida Provinciana; já as obras que compõem as Cenas da Vida Privada passam-se em Paris, em sua maioria, daí poderem fazer parte das Cenas da vida parisiense. Mas, ainda não satisfeito, Balzac criou ainda várias novas subdivisões dentro das Cenas: "Os Primos Pobres", para acomodar A Prima Bette e O Primo Pons, "Os Celibatários", "Os Parisienses na Província", "História dos Treze" etc. Pouco disso era necessário, porém demonstra mais uma vez a vontade do autor de ser o mais racional e analítico possível.

## As grandes obras
Parte do que Balzac escreveu é reconhecidamente fraca (o próprio autor concordava com isso)  ou ficou datada com o tempo. Entretanto, a grande maioria continua indispensável, pelo que representa de testemunho de uma época e, principalmente, pela relevância das questões levantadas, ainda atuais um século e meio depois de virem à luz. Para uma relação com algumas das narrativas mais importantes, acompanhadas de um breve comentário, bem como um quadro geral, contendo todas as obras que compõem a Comédia , ver Obras de A Comédia Humana de Balzac.

## Os grandes personagens

### Uma galeria imensa

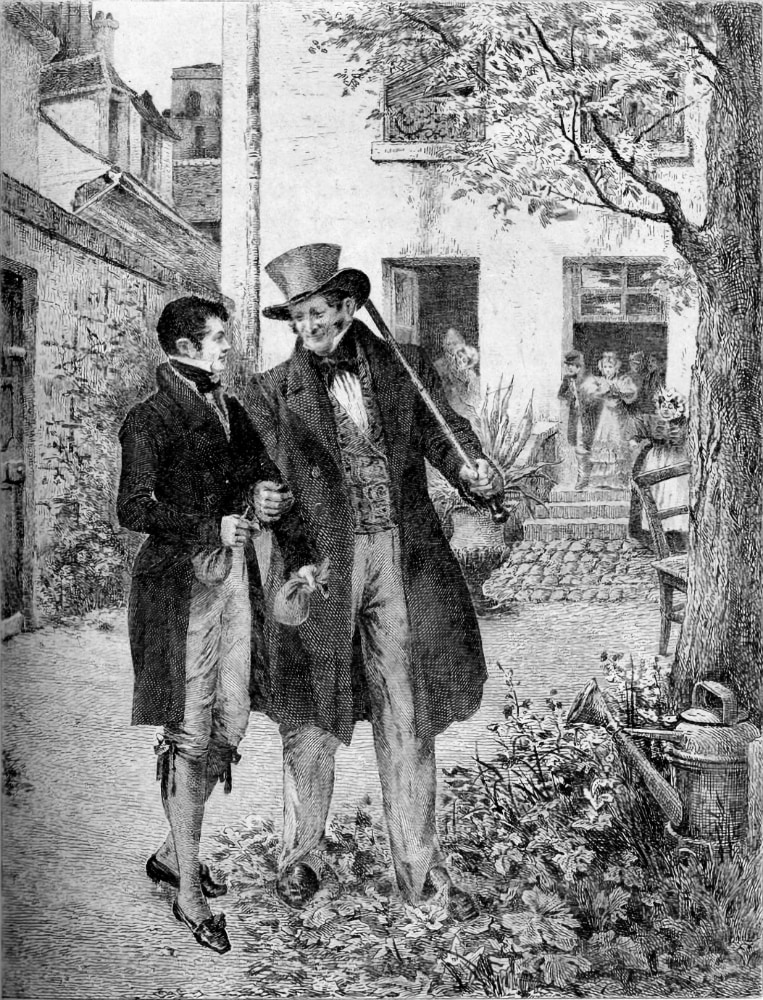
Rastignac e Vautrin, personagens de O Pai Goriot. Autor desconhecido

Balzac povoou suas noventa e cinco obras com mais de dois mil e quinhentos personagens. Muitos são inesquecíveis: Luciano de Rubempré, o poeta ingênuo de Ilusões Perdidas; Eugênio de Rastignac, o provinciano ambicioso, que inicia sua trajetória vitoriosa em O Pai Goriot; o demoníaco e manipulador Vautrin, também apresentado na mesma obra; toda a fauna de Paris, como os dândis Máximo de Trailles e Henrique de Marsay, o caricaturista Bixiou, o doutor Bianchon, as cortesãs Ester e a Sra. Marneffe etc; a prima Bette e o primo Pons; aristocratas decadentes como a Marquesa d'Espard e a Duquesa de Maufrigneuse; a Cibot; Seráfita, o hermafrodita; o adolescente antipático Oscar Husson; Luís Lambert, gênio atormentado; a conformada Eugênia Grandet e seu pai avarento; o Pai Goriot e o Coronel Chabert; Birotteau e seus perfumes; Gobseck, o usurário filósofo; o juiz Popinot…; a galeria é imensa. Obras foram escritas tentando relacionar todos os personagens, com suas respectivas biografias, os livros onde aparecem etc: Dictionnaire Biographique des Personnages Fictifs de la Comédie Humaine, de Fernand Lotte (Paris, 1952), Balzac et Son Monde, de Félicien Marceau (Paris, 1955) e Répertoire de la Comédie Humaine, de Anatole Cerfberr e Jules François Christophe (Paris, 1887). A respeito deste último, Paulo Rónai conta que "um dos dois autores, Cerfberr,  ficou inteiramente alucinado por essa longa convivência com as personagens saídas do cérebro de Balzac e morreu quase louco imaginando ser ele mesmo uma personagem de A Comédia".

### Paris, o maior personagem

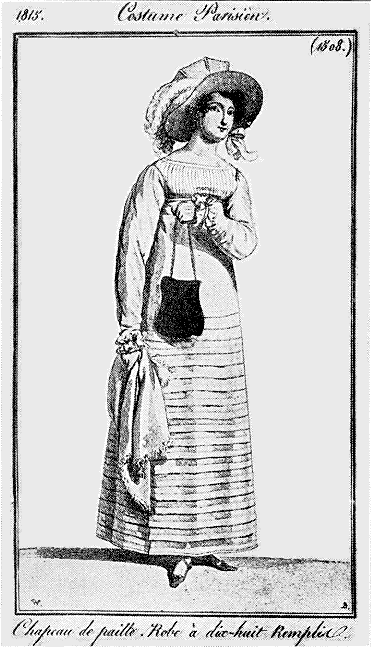
Moda parisiense à época da Restauração

No entanto, o maior personagem d'A Comédia Humana é, sem dúvida, a cidade de Paris. Balzac situou suas obras por toda a França (Issoudun, Saché, Tours, Sancerre, Vendôme etc) ou em outros países (Itália, Espanha, Noruega, Alemanha), contudo nada menos que quarenta e sete (mais da metade, portanto) têm Paris por cenário, total ou parcialmente; várias começam com a descrição de um aspecto da Cidade-Luz: uma rua, uma loja, uma casa, o comportamento dos parisienses etc. Balzac foi, e ainda é, o maior de todos que se aventuraram a cantar Paris. Mas, que Paris seria esta?  "A Paris dos dramas escondidos, dos devotamentos desconhecidos, das ignomínias humanas desapercebidas…A Paris leprosa do bairro dos estudantes, a prestigiosa do Faubourg Saint-Germain, a barulhenta dos negócios (…), onde mulheres elegantes, belas, aduladas, vão do seu amante ao agiota". Jovens de todos os continentes procuram Paris, em busca de riqueza, de fama, até (por que não?) de amor. A maioria se deixa consumir pelo fogo da cidade e morre em silenciosa solidão; outros sobrevivem de expedientes desonestos e se esquivam por furtivas vielas; outros há que desistem e voltam para suas aldeias, envergonhados e ressentidos; e há os que vencem, brilham intensamente, chegarão a ministros, porém já sem alma, presas de luxúria, ganância e cinismo. Mas essa feérica Paris, que Balzac, ele mesmo parisiense apaixonado, chama de "uma doença e até várias doenças", "deserto sem beduínos", "um instrumento que é preciso saber tocar" etc, é também a capital das ideias, do luxo e da civilização; enfim, como disse um personagem de Modesta Mignon, Paris é "um inferno que se ama".

## A Comédia Humanae oBrasil
Continuamente perseguido pelos credores e escravo da monstruosa tarefa a que se propôs, Balzac sonhava com soluções milagrosas, que iriam tirá-lo do atoleiro em que se encontrava, não importa quão absurdas elas fossem. No auge do desespero, chegou a pensar em mudar-se para o Brasil! Em 1840, escreve à Condessa Hanska, sua amante: "Cheguei ao cabo de minha resignação. Creio que deixarei a França e irei levar meus ossos ao Brasil, num empreendimento louco e que escolhi justamente por causa da sua loucura…Este é um projeto absolutamente firmado que será posto em execução ainda este inverno". Como era de se esperar, desiste de tudo no mês seguinte. Mas o autor costumava seguir a vida do Brasil pelos jornais, e acabou por colocá-lo em várias obras. Para ele, o Brasil era uma terra exótica, cheia de oportunidades e onde era possível enriquecer rapidamente. Enfim, nada de muito diferente da imagem que a Europa tinha do país e, por extensão, das Américas.

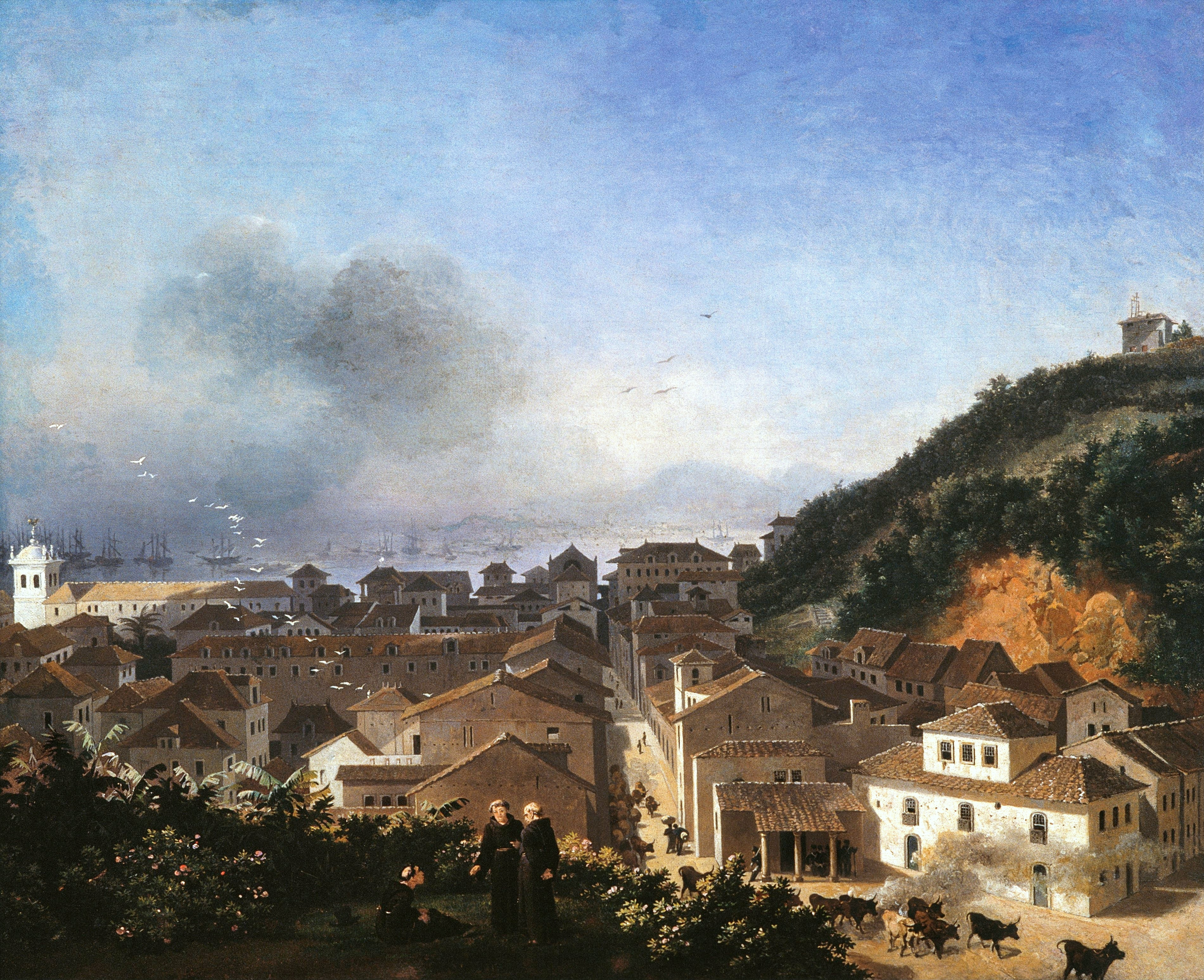
Rio de Janeiro nos tempos de Balzac: Largo da Carioca, óleo de Nicolas-Antoine Taunay

Em O Baile de Sceaux, Maximiliano de Longueville associa-se a um banqueiro e fica rico numa especulação no Brasil; Carlos Grandet, de Eugênia Grandet, parte para o tráfico de escravos, entre outras atividades igualmente recrimináveis, e também enriquece; o Marquês de Aiglemont, personagem de A Mulher de Trinta Anos, conhecia muito bem as costa dos Brasil, depois de muito trabalho e perigosas viagens que o deixaram rico. Os diamantes brasileiros também marcaram sua presença: em Gobseck, o usurário do mesmo nome reclama que a jóia está se desvalorizando porque o Brasil abarrotou a Europa com pedras menos puras que as da Índia; outro usurário, o joalheiro Elias Magus, concorda que o  diamante brasileiro é mesmo inferior, em Um Contrato de Casamento. Por outro lado, Rafael de Valentin, o infeliz de A Pele de Onagro, pensou certa vez em se mudar para o Brasil; as "duras cangas do Brasil" são citadas numa frase perdida em Z. Marcas; em Um Caso Tenebroso, o olhar do personagem Michu é em certo momento comparado aos jaguares do país; Ferragus, na novela do mesmo nome, dá-se com o embaixador do Brasil.
Cite-se, ainda, o milionário Barão Henrique Montes de Montejanos, única personagem brasileira da Comédia Humana (apesar do nome castelhanizante), que tem papel destacado na trama de A Prima Bette; o barão é moreno, cara fechada, traja-se de acordo com a moda parisiense e usa um grande diamante na gravata…
Devido aos laços históricos e afetivos que unem o Brasil a Portugal, não se pode esquecer do abonado Marquês Miguel d'Ajuda-Pinto, personagem português cuja família possui ligações com os Braganças, e que aparece em várias obras: O Pai Goriot, Esplendores e Misérias das Cortesãs, Os Segredos da Princesa de Cadignan e Beatriz. No princípio um dos dândis mais distintos de Paris, o Marquês tem uma trajetória rica pela Comédia, casando-se, intrigando, apaixonando-se e participando de conspirações.

## Presença d'A Comédia Humana

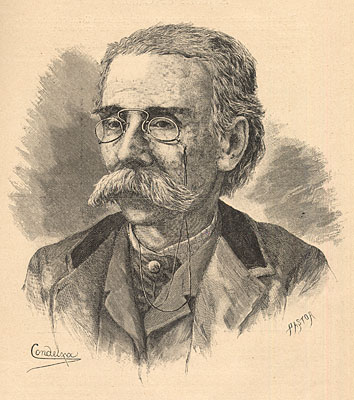
Camilo Castelo Branco escreveu as Novelas do Minho influenciado por Balzac. Gravura de Francisco Pastor.

Conquanto o público sempre prestigiasse as obras de Balzac, a quase totalidade da crítica negava seu valor. Com exceção de Victor Hugo e Teófilo Gautier, eram poucas as pessoas do meio literário com quem o autor podia contar, mesmo já próximo de sua morte, em 1850. Entretanto, cem anos depois, a bibliografia balzaquiana contava seis mil títulos! Uma procura na Internet resulta em um milhão e quinhentas mil referências. Balzac é hoje universal. Sua obra começou a ser reconhecida ainda no século XIX: Dostoiévski traduziu Eugênia Grandet para o russo e teria sido influenciado pelo autor em obras como o conto O Senhor Prokhártchin (1846) e o romance inacabado Niétotchka Niezvânova (1849); em Portugal, Camilo Castelo Branco escreveu um conjunto de oito narrativas a que deu o nome de Novelas do Minho, (1875-1877), inspiradas em Balzac; já Eça de Queirós idealizou as Cenas da Vida Portuguesa, ciclo de romances destinados a retratar a sociedade portuguesa após o estabelecimento do liberalismo em Portugal, sob D. Pedro IV (D. Pedro I no Brasil), dos quais vieram à luz Os Maias e A Capital; a Comédia é a precursora do chamado roman-fleuve, ou "romance-rio", como Os Rougon-Macquart (1871-1893), de Émile Zola, Jean Christophe (1904-1912), de Romain Rolland, Em Busca do Tempo Perdido (1913-1927), de Marcel Proust e Os Thibault (1922-1940), de Roger Martin du Gard. Balzac também está presente, por exemplo, na obra do escritor brasileiro José Lins do Rego, particularmente nos romances do chamado Ciclo da Cana-de-Açúcar e em William Faulkner, ficcionista estadunidense, criador do mítico Condado Yoknapatawpha, por onde circulam gerações de Compsons, Sartoris, McCaslins, Snopes etc.
O Pai Goriot, Pierrette, A Pele de Onagro, Eugênia Grandet, Uma Mulher Abandonada e muitas outras obras já foram adaptadas para o cinema ou televisão. A Prima Bete, inclusive, já foi filmada três vezes, sendo a mais recente em 1998; em 1990, Gérard Depardieu encarnou o autor em uma minissérie francesa do mesmo nome, que conta sua vida; em 2001, outra minissérie francesa, Rastignac ou os Ambiciosos ("Rastignac ou les Ambitieux", no original), trouxe para o presente as vidas de Eugênio de Rastignac, Luciano de Rubempré e outros personagens balzaquianos, conservando todas suas motivações e características psicológicas; já em Balzac e a Costureirinha Chinesa ("Xiao Cai Feng" no original), filme chinês de 2002, dois jovens são enviados a uma vila nos confins da China para serem reeducados. Lá, descobrem uma caixa cheia de livros de Balzac e outros autores e passam a lê-los para a população, enquanto se apaixonam pelos personagens balzaquianos, principalmente Úrsula Mirouet, e pela costureira do título, cujo futuro é determinado pelo comportamento das mulheres criadas por Balzac.
Com a consolidação do capitalismo e, consequentemente, da moral burguesa, para uma quantidade imensa de pessoas o Dinheiro e o que ele proporciona—poder, ascensão social, bens de consumo—são o principal, e muitas vezes o único, valor a considerar. Em um cenário assim, Balzac está totalmente à vontade (e discretamente vingado), pois sua obra, iniciada há quase dois séculos, continua mais pertinente que nunca.